# ایژا
«اِیژا» (به انگلیسی: Aja)(تلفظ:‎/ˈeɪʒə/‎) آلبومی از استیلی دن گروه موسیقی جاز-راک آمریکایی است که سال ۱۹۷۷ میلادی منتشر شد. این آلبوم در چارت‌های ایالات متحده در رتبهٔ سوم و در بریتانیا در رتبهٔ پنجم قرار گرفت؛ بیش از پنج میلیون نسخه از آن به فروش رفت و با دریافت گواهینامه پلاتین موفق‌ترین و پرفروش‌ترین آلبوم گروه استیلی دن به‌شمار می‌رود.
«ایژا» سال ۱۹۷۸ جایزه گرمی بهترین ضبط غیرکلاسیک (Best Engineered Non-Classical Recording) را از آن خود کرد و عموماً به‌عنوان نمونه‌ای مثال‌زدنی برای سنجش کیفیت ضبط دیگر آلبوم‌ها مورد استفاده قرار می‌گیرد. سال ۲۰۰۳ مجلهٔ رولینگ استون «ایژا» را در رتبهٔ ۱۴۵ از فهرست «۵۰۰ آلبوم برتر تمام اعصار» نشاند و سال ۲۰۱۰ کتابخانه کنگره آلبوم را به‌لحاظ فرهنگی، هنری و تاریخی حائز اهمیت دانست و برای محافظت به فهرست ملی ضبط اصوات افزود.
عکس روی جلد آلبوم کاری از عکاس ژاپنی هدیکی فوجی است که در آن از سایوکو یاماگوچی به‌عنوان مدل استفاده کرده‌است.

## ایژا در زبان فارسی
ایژا در زبان فارسی یک نام کهن پارسی و به معنای دلگرمی، کامیابی و آبادانی است. همچنین ایژا به همین معنا نام یک انتشارات کتاب در ایران با عنوان نشر ایژا به شماره پروانه نشر ۱۶۸۲۸ با مجوز وزارت فرهنگ و ارشاد اسلامی ایران است